# Rosemarie Fendel
Rosemarie Fendel (Coblença, Alemanya, 25 d'abril de 1927 – Frankfurt del Main, 13 de març de 2013) va ser una actriu, i ocasional directora, guionista i professora d'interpretació, de nacionalitat alemanya.

## Carrera professional
Va fer classes d'interpretació amb Maria Koppenhöfer abans de debutar com a actriu teatral el 1947 a Múnic; posteriorment actuà a Düsseldorf, Tubinga, Frankfurt del Main i Berlín, en el Teatre Schiller d'aquesta ciutat.
Des de 1948 Rosemarie Fendel va ser també una activa actriu de doblatge. Durant molt de temps fou la veu alemanya d'Elizabeth Taylor i de Jeanne Moreau. També va doblar Gina Lollobrigida, Simone Signoret, Angie Dickinson i Anne Baxter.
Fendel va ser també actriu radiofònica. Potser el seu paper més conegut el va representar en el xou en vuit episodis Paul Temple und der Fall Conrad, emès per la Bayerischer Rundfunk el 1959 sota la direcció de Willy Purucker. Una altra de les seves facetes com a actriu va ser el seu treball cinematogràfic i televisiu; escrigué, a més, alguns guions per a tots dos mitjans.
A més de la seva activitat com a actriu, Fendel va participar en alguns projectes literaris i musicals. Va actuar en duo amb Olaf Van Gonnissen (guitarra), va dissenyar una lectura de Johann Wolfgang von Goethe amb acompanyament de Willy Freivogel (flauta), Rainer Schumacher (clarinet) i Sigi Schwab (guitarra), i va organitzar un projecte sobre la poetessa Mascha Kaléko al costat de la seva filla, Suzanne von Borsody, i el duo Freivogel/Schwab.

## Vida personal
Rosemarie Fendel va tenir un primer matrimoni amb l'actor i director Hans von Borsody, fruit del qual va néixer l'actriu Suzanne von Borsody. Posteriorment es va casar amb el director Johannes Schaaf. En la temporada 1980/1981 es va traslladar a actuar al Teatre Schauspiel de Frankfurt del Main, on Schaaf era director.
Va morir el 13 de març de 2013 a Frankfurt, als 85 anys d'edat. Va ser enterrada al Cementiri Höchst d'aquesta ciutat.

## Filmografia (selecció)
- 1956: Die Laune des Verliebten (telefilm)
- 1962: Becket oder Die Ehre Gottes (telefilm)
- 1963: Ein Mann im schönsten Alter
- 1964: Die Physiker (telefilm)
- 1964–1966: Der Nachtkurier meldet … (sèrie TV)
- 1964: Kommissar Freytag (sèrie TV), episodi Der rettende Stempel
- 1964: Das Kriminalmuseum (sèrie TV), episodi Der Fahrplan
- 1965 : Das Kriminalmuseum (sèrie TV), episodis Die Mütze y Das Feuerzeug
- 1965 : Klaus Fuchs – Geschichte eines Atomverrats (telefilm)
- 1966: Die fünfte Kolonne (sèrie TV), episodi Ein Auftrag für …
- 1967: Jacobowsky und der Oberst (telefilm)
- 1967: Das Fräulein (telefilm)
- 1967: Tätowierung
- 1967: Alle Jahre wieder
- 1967: Der Mann aus dem Bootshasèrie (serie TV)
- 1969: Dem Täter auf der Spur (sèrie TV), episodi Das Fenster zum Garten
- 1971: Trotta
- 1972: Der Italiener
- 1972: Verdacht gegen Barry Croft (telefilm)
- 1973: Ein Fall für Männdli (sèrie TV)
- 1973: Traumstadt
- 1973: Tatort (serie TV), episodi Cherchez la femme oder Die Geister vom Mummelsee
- 1973: Im Reservat (telefilm)
- 1974: Unter Ausschluß der Öffentlichkeit (sèrie TV)
- 1974: Neugierig wie ein Kind (telefilm)
- 1974: Le Dessous du Ciel (sèrie TV)
- 1974: Tatort (sèrie TV), episodi Kneipenbekanntschaft
- 1974: Motiv Liebe (sèrie TV), episodio Der Mann ihres Lebens
- 1975: Derrick (sèrie TV), episodio Alarm auf Revier 12
- 1977: Heinrich Heine (telefilm)
- 1977: Die Kette (minisèrie TV)
- 1978: Beate S. (minisèrie TV)
- 1978: Der Alte (sèrie TV), episodi Der Pelikan
- 1979: Theodor Chindler – Die Geschichte einer deutschen Familie (minisèrie TV)
- 1981: Der Tod in der Waschstraße
- 1983: Die Krimistunde (sèrie TV), episodi Die Leiden eines Rauchers
- 1984: Eine Klasse für sich (sèrie TV)
- 1985: Der Angriff der Gegenwart auf die übrige Zeit
- 1988: Die Krimistunde (serie TV), episodi Lauter schlechte Nachrichten
- 1988: Ödipussi
- 1991: Haus am See (sèrie TV)
- 1992: Schtonk!
- 1994–2000: Der Havelkaiser (sèrie TV)
- 1994: Das Schwein – Eine deutsche Karriere (minisèrie TV)
- 1994: Ein unvergeßliches Wochenende (sèrie TV), episodi In Südfrankreich
- 1996: Polizeiruf 110 (serie TV), episodi Kleine Dealer, große Träume
- 1996–1997: Freunde fürs Leben (serie TV)
- 1997: Leinen los für MS Königstein (sèrie TV)
- 1997: Tatort (sèrie TV), episodi Tödlicher Galopp
- 1998: Silberdisteln (telefilm)
- 1998: Das Traumschiff (sèrie TV), episodi Argentinien
- 1998: Ich liebe meine Familie, ehrlich (telefilm)
- 1999: Die Zauberfrau (telefilm)
- 2000: Bonhoeffer – Die letzte Stufe (telefilm)
- 2000: Die Einsamkeit der Krokodile
- 2000: Polizeiruf 110 (sèrie TV), episodi Tote erben nicht
- 2001: Die Meute der Erben (telefilm)
- 2001–2002: Liebe, Lügen, Leidenschaften (sèrie TV)
- 2002: Schneemann sucht Schneefrau (telefim)
- 2003: Sams in Gefahr
- 2003: In der Höhle der Löwin (telefilm)
- 2003: Die Farben der Liebe (telefilm)
- 2003: Mensch Mutter
- 2006: Wenn Du mich brauchst (telefilm)
- 2006: München 7 (sèrie TV), episodi Heimatlos
- 2007: Die Sterneköchin (telefilm)
- 2007: Das zweite Leben (telefilm)
- 2007: Pfarrer Braun (sèrie TV), episodi Das Erbe von Junkersdorf
- 2005–2008: Familie Sonnenfeld (sèrie TV)
- 2008: Wenn wir uns begegnen (telefilm)
- 2010ːDie Schwester (telefilm)
- 2011: Der Staatsanwalt (sèrie TV), episodi Amtsmissbrauch
- 2011: Am Ende die Hoffnung (telefilm)
- 2013: SOKO Wismar (serie TV), episodi Frau im Schatten
- 2013: Das Adlon. Eine Familiensaga (minisèrie TV)

## Ràdio
- 1959: Paul Temple und der Fall Conrad, direcció de Willy Purucker, BR
- 1969: Alain Franck: Die Wahrheit, direcció d'Otto Düben, SDR
- 1979: Helmuth M. Backhaus: Der Fall Mata Hari, direcció d'Otto Kurth, BR
- 1989: Bernard-Marie Koltès: Rückkehr in die Wüste, direcció de Norbert Schaeffer, SDR i RIAS Berlin
- 2002: Dick Francis: Zügellos, direcció de Klaus Zippel (MDR, SWR i Der Àudio Verlag, Berlín, ISBN 3-89813-266-8)
- 2002: Edith Nesbit: Die Kinder von Cremen, direcció de Robert Schoen (SWR)
- 2002: Irene Dische: Ein Job, direcció de Uwe Schareck, WDR
- 2005: Frank Conrad: És ist spät geworden, direcció de Barbara Plensat, Deutschlandradio Kultur
- 2005: Sibylle Lewitscharoff: 81, direcció de Christiane Ohaus, DKultur i RB
- 2006: Rafik Schami: Die dunkle Seite der Liebe, direcció de Claudia Johanna Leist, WDR
- 2011: Hanns Heinz Ewers: Clarimonde, direcció de Uwe Scharek, DKultur
- 2011: W. G. Sebald: Austerlitz, direcció de Stefan Kanis, MDR

## Premis
- 1972: Deutscher Filmpreis
- 1973: Verleihung der Goldenen Kamera
- 1999: Orde al Mèrit de la República Federal Alemanya
- 2003: Premi honorífic Hesse
- 2007: Premi de televisió de Baviera
- 2009: Placa Goethe de la ciutat de Frankfurt del Main